# Villamanín
Villamanín és un municipi de la província de Lleó, a la comunitat autònoma de Castella i Lleó.
Dins del seu terme hi ha la Col·legiata de Santa Maria d'Arbas, esmentada des del segle xii.

## Demografia
| 1991 | 1996 | 2001 | 2004 |
| ---- | ---- | ---- | ---- |
| 1518 | 1362 | 1235 | 1161 |

### Personatges il·lustres
En aquesta localitat nasqué el 1895, Ángela Ruiz Robles, filla d'Elena Robles i Feliciano Ruiz, farmacèutic. Fou mestra, escriptora i inventora, precursora del llibre electrònic.